# Joe Higgs
Joe Higgs (Kingston, 1º novembre 1940 – Los Angeles, 18 dicembre 1999) è stato un cantante e chitarrista giamaicano.

## Carriera
Nato a Kingston, la capitale giamaicana, nel 1940 Higgs cominciò la carriera come scrittore di testi per alcuni musicisti locali, come Toots and the Maytals e Delroy Wilson; contemporaneamente alla carriera da scrittore iniziò una carriera da cantante, diventando anche insegnante di musica in un liceo della città. L'impiego come insegnante diede a Higss uno stipendio fisso, permettendogli di seguire la sua passione che coltivò anche come arrangiatore ed insegnante di chitarra, il più famoso dei suoi allievi fu Bob Marley. Fu sotto l'insegnamento di Higgs che Marley migliorò nel suono della chitarra, e fu soprattutto grazie a Higgs che Marley conobbe Peter Tosh e ,con cui fondò la band The Wailers insieme a Bunny Livingston.
il successo della carriera solista di Higgs fu intermittente, ed i suoi lavori migliori furono perlopiù apprezzati dallo zoccolo duro degli ascoltatori del reggae. Dopo aver speso la maggior parte della carriera da cantante in coppia con Roy Wilson, nel gruppo Higgs and Wilson, Higgs verso la fine degli anni sessanta lasciò la terra natìa per gli Stati Uniti. Il primo album, Life of Contradiction, lo pubblicò però solo nel 1976; quello seguente, Unity Is Power, venne pubblicato nel 1979. L'album migliore, Triumph, venne pubblicato dalla Alligator Records, un'etichetta quasi unicamente Blues, nel 1985. I lavori seguenti ebbero un basso profilo e vennero conosciuti solo dagli appassionati del reggae. Morì il 18 dicembre 1999 a Los Angeles per un tumore.

## Discografia
- 1975 - Life of Contradiction
- 1979 - Unity Is Power
- 1985 - Triumph
- 1988 - Family
- 1990 - Blackman Know Yourself
- 1995 - Roots Combination
- 2008 - Life of Contradiction (postumo)